# 蔡翛
蔡翛（？—1126年），福建兴化军仙游人。蔡京第三子，蔡攸之弟。
初以父荫补亲卫郎、秘书丞。大观三年（1109年）三月乙丑，中进士。宣和中期（1119年－1125年），任礼部侍郎兼侍读。他深知父亲蔡京必败，暗中与兄长蔡攸商议，稍持正论，要与父亲相异，引用吴敏、李纲等，但是都不敢明言。靖康元年（1126年）宋钦宗即位，蔡翛进献募兵、西幸之策，为钦宗所采用，让他知京兆府。蔡攸忌恨弟弟的功劳。宋徽宗南下，蔡攸假传徽宗圣旨，请蔡翛守镇江，改任为资政殿大学士。流言传至京师开封府，说徽宗想要在镇江复辟，钦宗赶忙迎接徽宗还京。蔡翛被贬为昭信军节度副使。随后，蔡翛与蔡攸同被賜死。